# Drosophila ancora
Drosophila ancora este o specie de muște din genul Drosophila, familia Drosophilidae, descrisă de Toyohi Okada în anul 1968. Conform Catalogue of Life specia Drosophila ancora nu are subspecii cunoscute.